# San-Juanico-Straße
Die San-Juanico-Straße ist eine natürliche Wasserstraße zwischen den Inseln Samar und Leyte auf den Philippinen. Sie verbindet die Samar-See mit dem Golf von Leyte. 
Die San-Juanico-Straße ist über 30 km lang, an ihrer engsten Stelle ist sie nur 2 km breit und wird von der San-Juanico-Brücke überspannt.

## Streckenbeschreibung
Am nordwestlichen Teil des Golf von Leyte liegt die Bucht von Carigara oder auch San Pedro Bay. Hier, am südöstlichen Ende des Kanals, liegt die Stadt Tacloban (auf Leyte) und die Inseln Enoruan und Jinamoc. Der Kanal verläuft zuerst in Richtung Westen, in einem erweiterten Becken befinden sich einige kleine Inseln, darunter Bacalan und Lazaretto. Auf Leyte erhebt sich der Berg Danglay. 

Die San-Juanico-Straße liegt zwischen den Inseln Samar und Leyte im Osten

Der Kanal wird schmaler,  wendet sich nach Norden und wird von der San-Juanico-Brücke überspannt. Weitere Inseln sind Cangom und  Magsumbul Dutay. Der Kanal weitet sich, passiert die Caracapan-Inseln und Bagalibas, an dem nördlichen Knick finden sich die Inseln Guintiguian, Torre, Nabubuy, Anajao und Santa Rita, sowie an der Innenseite des Knies die große, nur durch einen schmalen Wasserarm von Samar getrennte Insel Bacol.
Der Kanal wendet sich nach Westen und wird nun weitaus breiter, hier liegen die Inseln Navahay, Caltagan, Canpoc, Ivantatuc, Dabun, Buaya, Kanduyan, Canauyay und Calangawan. 
An seinem nordwestlichen Ende wird das Gewässer auch Janabatas-Kanal genannt.